# 乐跃站
乐跃站（站牌上彝文站名写作ꇊꑻ/lop yuo，彝文时刻表上站名写作ꇊꑼ/lop yuop）是一个成昆线上的铁路车站，位于四川省凉山彝族自治州德昌县乐跃镇，建于1970年，目前为四等站，邮政编码为615506。目前客运办理旅客乘降，不办理货运业务。

## 灾害
乐跃站位于安宁河谷南端，受到地形及气候影响容发生泥石流灾害。1973年、1974年5月27日和1975年9月18日车站附近均发生过泥石流灾害，造成成昆铁路中断30小时至70小时不等:112。